# Steve Facia
Pour les articles homonymes, voir Facia.
Steve Facia de son vrai nom Steve Edouard Babatoundé Facia est un animateur de talk show béninois.
Il est le directeur de média, présentateur et producteur de l'émission weekend matin sur ORTB Télévision nationale.

## Biographie

### Enfance et formations
Steve Facia est issu d'une famille de quatre enfants. Il fréquente le collège d’enseignement général d’Akpakpa-centre et celui de Dantokpa. Après des études universitaires à la faculté de droit, il abandonne son cursus en deuxième année en 1991. Après sa rencontre d'avec Nel Oliver , il découvre sa vocation d'animateur. Il dira à propos de ce sujet,: 

« Ma formation dans l’animation s’est vraiment affinée avec Nel Oliver. J’ai été son manager, on a travaillé énormément, on a voyagé, j’ai vu ses grands succès. Je me suis dit qu’il faut que je sois animateur  »

### Carrière
Steve Facia est le premier correspondant de RFI au Bénin[Quand ?]. Ses premiers pas dans le monde des médias se font avec l’émission stars music en 1991 sur l'office de radiodiffusion et télévision du Bénin. Il anime aussi sur la même chaîne une émission de la loterie nationale du Bénin,.
En 1998, après sept ans à la télévision, il se fait licencier après des démêlés avec ses supérieurs. Il revient sur la chaîne une décennie plus tard avec l’émission weekend matin, après être passé par une longue période de dépression, ,, sur ORTB Télévision nationale,,.